# Pachygonidia caliginosa
Pachygonidia caliginosa es una polilla de la familia Sphingidae.Se sabe que vuela en Brasil, Bolivia, Colombia, Guayana Francesa y Venezuela.
Su envergadura es de aproximadamente 70 mm. Las alas delanteras son similares a las de Pachygonidia subhamata, pero el ápice está señalado. Hay dos bandas medianas transversales de color rosa brillante en la parte posterior del ala posterior.
Probablemente hay varias generaciones por año con una migración  a comienzos de marzo, en Brasil.